# Simon Portegies Zwart
Simon Frederik Portegies Zwart (Amsterdam, 21 april 1965) is een Nederlands sterrenkundige, die zowel actief is op het gebied van informatica als astrofysica. Zijn onderzoek richt zich vooral op het simuleren van astronomische verschijnselen op supercomputers.
Hij leidt een interdisciplinair team van computationeel georiënteerde astronomen aan de Sterrewacht Leiden van de Universiteit Leiden.

## Levensloop
Portegies Zwart promoveerde in 1996 aan de Universiteit Utrecht, onder begeleiding van prof. Frank Verbunt op een proefschrift met de titel Interacting Stars. Hierna ging hij als Spinoza-fellow aan de slag bij de Universiteit van Amsterdam. In 1997 ging hij een jaar naar Tokyo als JSPS (Japanese Society for the Promotion of Science) fellow. Daarna won Portegies Zwart in de VS een Hubble-fellowship. Hij werkte hiermee aan de Universiteit van Boston (1998) en het Massachusetts Institute of Technology (2000). In 2002 kwam hij naar Amsterdam en zette als KNAW-fellow zijn onderzoek voort. Daar werd hij in 2007 benoemd tot universitair docent en in 2009 tot hoogleraar aan de Universiteit Leiden. Van 2013 tot 2022 was hij gastonderzoeker bij RIKEN. Van 2013 tot 2021 was hij hoofdredacteur van het internationaal wetenschappelijk tijdschrift Computational Astrophyiscs and Cosmology. Vanaf 2022 is hij editor van het wetenschappelijk tijdschrift New Astronomy.

## Wetenschappelijk onderzoek
Het onderzoek van Portegies Zwart wordt gekenschetst door het bestuderen van een enorme diversiteit aan astronomische verschijnselen. Dit doet hij door het programmeren van supercomputers in een scala van computertalen en met een enorme diversiteit aan hardware. Zo realiseerde hij zich in 2007 dat grafische kaarten (GPU's) ook gebruik kunnen worden voor grootschalig wetenschappelijk rekenwerk. Zijn uiteindelijke doel is doorgaans het beter te begrijpen van de natuur en met name astronomische verschijnselen. Met name de milti-schaal en multi-fysische verschijnselen hebben zijn aandacht, en dat leidde in 2009 tot het ontwikkelen van het Astrophysics Multipurpose Software Environment (AMUSE), dat wordt gebruikt voor astronomisch onderzoek en onderwijs.

## Prijzen
- 2000 - Samen met prof. S. McMillan een "Honorable mention" voor zijn essay over de thermodynamica van zwarte gaten[2] voor de Gravity Research Foundation
- 2007 - Pastoor Schmeitsprijs, gelijktijdig met Eline Tolstoy[3]
- 2008 - Vici van NWO
- 2011 - NWO Enlighten Your Research-prijs
- 2014 - Samen met voormalig promovendus Tjarda Boekholt de Wim Nieuwpoortprijs
- 2019 - NWO Innovation Award
- 2020 - IEEE HPC Innovation Excellence Awards in een groter samenwerkingsverband voor het toepassen van AI in wetenschappelijke berekeningen
- 2023 - Samen met dr. T. Boekholt een "Honorable mention" voor zijn essay over de paradox van tijd omkeerbaarheid voor de Gravity Research foundation[4]
- 2025 - planetoide 12946 portegieszwart vernoemd

## Popularisatie
Portegies Zwart houdt zich actief bezig met het populariseren van wetenschap, door middel van lezingen op lagere en middelbare scholen, maar ook door het schrijven van populair wetenschappelijke artikelen en boeken. Hij leverde in 2018 een bijdrage aan het boek geschreven naar aanleiding van de Nationale Wetenschaps Agenda, over de onderliggende reden dat de klok doorgaans rechtsom draait. Hij verwoordde zijn onderzoek in artikelen in Zenit, Scientific American en New Scientist. Tevens schreef hij samen met journalist Martijn van Calmthout een populair boek over het ontstaan van het zonnestelsel. In 2022 leverde bij een belangrijke bijdragen aan de New Scientist Sterrenkundekalender.